# Художественный музей Целле
Художественный музей в Целле (нем. Kunstmuseum Celle mit Sammlung Robert Simon) — художественный музей в городе Целле (земля Нижняя Саксония), открытый в 2001 году; имеет выставочную площадь в 1000 м²; в 2005 году был дополнен «стеклянным кубом», построенным по проекту архитектурного бюро «Ahrens und Grabenhorst» и ярко светящимся по ночам; в музее находится большая часть коллекции галериста Роберта Саймона: художественные произведения XX века — преимущественно, 1960-х годов. Регулярно проводит временные выставки произведений современного искусства.

## История и описание
Художественный музей был основан в Целле в 2001 году для размещения коллекции произведений искусства галериста Роберта Саймона (род. 1946). Трёхуровневое музейное здание с общей выставочной площадью в более чем 1000 квадратных метров, было дополнено «архитектурной изюминкой» — ярко светящимся стеклянным кубом, построенным в 2005 году по проекту архитектурного бюро «Ahrens und Grabenhorst». Сегодня в музее находится большая часть собрания Саймона, который является, одновременно, основателем и почётным директором музея. Деятельность музея финансируется специальным фондом «Kunst-Stiftung Celle» и фондом основателя «Robert-Simon-Kunststiftung».
Если днём музей функционирует как обычная художественная галерея, демонстрирующая произведения XX века — картины, графические работы и скульптуры — преимущественно, созданные в 1960-е годы, то после закрытия здания «куб» начинает демонстрировать инсталляции современного светового искусства, видимые с улицы. В собрании Саймона помимо работы Йозефа Бойса, представлены произведения Ральфа Флека, Дитера Крига, Молитор и Кузьмина, Регины Шуман, Тимма Ульрихса (род. 1940) и Бена Вилликенса (род. 1939). Кроме того, коллекция фокусируется и на региональной, нижнесаксонской, живописи — храня работы профессоров и выпускников Художественной школы Брауншвейга (Hochschule für Bildende Künste Braunschweig), включая произведения Петера Басселера.
Музейная коллекция также включает в себя рисунки 1920-х годов двух представителей течения «социальный реализм»: ганноверских художников Греты Юргенс и Эриха Вегнера — а также и работы их учителя Фрица Бургера-Мюльфельда. «Ночная» часть коллекции, помимо прочих, располагает световыми инсталляциями Клауса Гельдмахера, Бригитты Кованс, Воллрада Кучера, Франческо Мариотти, Леонардо Моссо, Отто Пине и Тимма Ульрихса. Во дворе, со стороне местного рынка, стоит пара скульптур «Feuerwerk für Celle», созданных Пине: представитель ZERO создал их специально для города Целле.
Помимо демонстрации основной коллекции, галерея в Целле также регулярно проводит и временные выставки произведений современного искусства — как персональные, так и групповые. Так в 2001 и 2008 годах прошли две выставки Пине — «Otto Piene — Lichtjahre 1957—2001» и «Otto Piene — Verwandlung». В 2002 году в залах были представлены работы австрийской художницы Бригитты Кованц — в рамках её персональной выставки «Brigitte Kowanz — See it now».

## Награды
В 2007 году Художественный музей Целле был удостоен награды от проекта «Германия — страна идей» (Deutschland — Land der Ideen) за «инновационную музейную концепцию». В том же годы году музейное здание получило архитектурную награду: международное жюри экспертов поставило его на пятое место среди двенадцати лучших образцов современной архитектуры в Германии.